# DXing
DXing (на български: де-хиксинг) е вид радиолюбителска дейност, свързана с приемането на радиопредавания и осъществяване на радиовръзки с далечни радиостанции. Наименованието на понятието произлиза от радиокода DX, който означава „далечна връзка“. Радиолюбителите и радиослушателите, които практикуват де-хиксинг се наричат де-хиксъри – на английски: DX-er(s).
Според правилата на Българската федерация на радиолюбителите за провеждане на DX-съревнования (LZDX Contest), за DX-връзки се считат междуконтинентални радиовръзки в CW и SSB—режим, осъществени в КВ и ДВ диапазона, на λ=80, 40, 20, 15 и 10 м., според радиочестотния план на Международния радиолюбителски съюз.
Според правилата за етика и процедури при работа на Международния радиолюбителски съюз, за DX-връзки в КВ-диапазона се считат междуконтиненталните радиовръзки, а в УКВ и СВЧ-диапазоните – връзките с радиостанция, отдалечена на 300 или повече километра.

## DX-педиции
В някои държави и географски точки на планетата има малко на брой или изобщо няма радиокореспонденти. Далечните връзки с радиостанции от тези географски координати са особено ценни. За осъществяване на радиолюбителски връзки с тези места, радиолюбителите организират експедиции за далечни радиовръзки – на английски: DX-pedition(s).